# Jeff Fortenberry
Jeffrey Lane „Jeff” Fortenberry (ur. 27 grudnia 1960) – amerykański polityk, członek Partii Republikańskiej. W latach 2005–2022 był przedstawicielem pierwszego okręgu wyborczego w stanie Nebraska do Izby Reprezentantów Stanów Zjednoczonych.